# 624 Hektor
A 624 Hektor egy a Naprendszer kisbolygói közül, amit August Kopff fedezett fel 1907. február 10-én. A Jupiter pályáján keringő Trójai csoport tagja.